# Kirgizek
A kirgizek (kirgiz: кыргыздар) szibériai eredetű közép-ázsiai nép. A köztörök nyelvekhez tartozó kirgizt beszélik. Kirgizisztán fő népcsoportját képezik, ezentúl élnek a környező országokban is. Összlétszámuk 4,5–5 millió fő.
A korai kirgizek az ókor végén Szibéria központjában a Jenyiszej felső folyásánál éltek, és eredetileg valamilyen paleoszibériai nyelvet beszéltek. A jenyiszeji kirgizek leszármazottai ma részben Dél-Szibériában, részben Mandzsúriában élnek, más részükből – török eredetű népelemekkel keveredve – a mai kirgizek alakultak ki, akik a 15-16. században telepedtek le az Alaj–Tien-san vidékén.
A hívők többsége szunnita iszlám vallású. Az iszlámra térésüket megelőzően a tengrizmus hívei voltak.